# Lenguas austronesias
Las lenguas austronesias constituyen una familia lingüística formada por más de 1250 lenguas que se distribuyen entre la isla de Madagascar, el archipiélago malayo y Oceanía. El nombre de la familia deriva del término griego austronesia, 'islas del sur'. 
Los pueblos que hablan estas lenguas suelen ser llamados pueblos austronesios. Se considera que la Urheimat de esta gran familia está en Taiwán, isla que fue invadida por grupos chinos que se impusieron a los pueblos nativos, de modo que la mayor parte de sus lenguas formosanas se encuentran actualmente en grave peligro de extinción. Por el contrario, hay otras lenguas de esta familia que gozan de excelente salud y se encuentran entre las que tienen mayor número de hablantes en el mundo, tal es el caso del malayo, el indonesio, el javanés y el tagalo.

## Distribución e historia

### Descubrimiento
El descubrimiento de la familia es antiguo y precede al de las lenguas indoeuropeas (afirmada claramente solo a finales del siglo XVIII y establecida científicamente a partir del siglo XIX). Desde 1706, el lingüista Hadrian Reland ya había subrayado el parecido entre la lengua hablada en Futuna, el malayo y el malgache, a partir del glosario recogido por Jacob Le Maire en Futuna. La existencia de una familia de lenguas, que con sucesivas ampliaciones y clarificaciones se denomina actualmente austronesia, se reconoce definitivamente en Catalogo delle Lingue de Lorenzo Hervás y Panduro en 1784. En 1834, la familia, extendida hasta la isla de Pascua, es bautizada como malayo-polynesia por Wilhelm von Humboldt en Über die Kawi-Sprache auf der Insel Java (1836-1839). También se denominó Lenguas oceánicas, reconociéndoles desde 1896 un origen común y una relación incluso con las lenguas formosanas, clasificándolas tradicionalmente en lenguas indonesias, melanesias, polinesias y micronesias.
En otros trabajos, las lenguas melanesias fueron tratadas aparte durante largo tiempo, probablemente por prejuicios raciales, a pesar de los trabajos del lingüista Otto Dempwolff (1920).

### Distribución geográfica
La familia austronesia es una de las que posee mayor extensión geográfica abarcando tres continentes: Asia, Oceanía y África. Cuenta con más de 1000 lenguas la mayor parte de ellas en las islas del Pacífico. Los últimos territorios en ser alcanzados por la expansión austronesia probablemente fueron Hawái, Isla de Pascua en el siglo V y Nueva Zelanda hacia el siglo IX.

### Origen y expansión
La lingüística comparativa, apoyada por hallazgos arqueológicos, localiza el origen de los ancestros lingüísticos de la familia en el sureste de la actual China, desde donde emigraron hacia Taiwán. El origen está relacionado con el temprano poblamiento de Taiwán durante la edad de hielo, cuando la actual isla estaba unida al continente. Al subir el nivel del mar hace unos 10 000 años, emerge como isla produciéndose el aislamiento de la población de aborígenes de Taiwán. 
Las lenguas austronesias son la única familia cuya característica principal ha sido la expansión marítima. Desde hace unos 5000 años sus hablantes se dispersan según el siguiente esquema simplificado:
|  | Indochina               |
|  |                         |
|  | Costas de Borneo        |
|  |                         |
|  | Java                    |
|  |                         |
|  | Nusatenggara Occidental |
|  |                         |

|                   | Nusatenggara Oriental                                    |
|                   |                                                          |
| Molucas→Melanesia | \| \| Micronesia \| \| \| \| \| \| Polinesia \| \| \| \| |
|                   | \| \| Micronesia \| \| \| \| \| \| Polinesia \| \| \| \| |
|                   | Micronesia                                               |
|                   |                                                          |
|                   | Polinesia                                                |
|                   |                                                          |

|  | Micronesia |
|  |            |
|  | Polinesia  |
|  |            |

|                   | Nusatenggara Oriental                                    |
|                   |                                                          |
| Molucas→Melanesia | \| \| Micronesia \| \| \| \| \| \| Polinesia \| \| \| \| |
|                   | \| \| Micronesia \| \| \| \| \| \| Polinesia \| \| \| \| |
|                   | Micronesia                                               |
|                   |                                                          |
|                   | Polinesia                                                |
|                   |                                                          |

|  | Micronesia |
|  |            |
|  | Polinesia  |
|  |            |

|  | Indochina               |
|  |                         |
|  | Costas de Borneo        |
|  |                         |
|  | Java                    |
|  |                         |
|  | Nusatenggara Occidental |
|  |                         |

|                   | Nusatenggara Oriental                                    |
|                   |                                                          |
| Molucas→Melanesia | \| \| Micronesia \| \| \| \| \| \| Polinesia \| \| \| \| |
|                   | \| \| Micronesia \| \| \| \| \| \| Polinesia \| \| \| \| |
|                   | Micronesia                                               |
|                   |                                                          |
|                   | Polinesia                                                |
|                   |                                                          |

|  | Micronesia |
|  |            |
|  | Polinesia  |
|  |            |

|                   | Nusatenggara Oriental                                    |
|                   |                                                          |
| Molucas→Melanesia | \| \| Micronesia \| \| \| \| \| \| Polinesia \| \| \| \| |
|                   | \| \| Micronesia \| \| \| \| \| \| Polinesia \| \| \| \| |
|                   | Micronesia                                               |
|                   |                                                          |
|                   | Polinesia                                                |
|                   |                                                          |

|  | Micronesia |
|  |            |
|  | Polinesia  |
|  |            |

|  | Indochina               |
|  |                         |
|  | Costas de Borneo        |
|  |                         |
|  | Java                    |
|  |                         |
|  | Nusatenggara Occidental |
|  |                         |

|                   | Nusatenggara Oriental                                    |
|                   |                                                          |
| Molucas→Melanesia | \| \| Micronesia \| \| \| \| \| \| Polinesia \| \| \| \| |
|                   | \| \| Micronesia \| \| \| \| \| \| Polinesia \| \| \| \| |
|                   | Micronesia                                               |
|                   |                                                          |
|                   | Polinesia                                                |
|                   |                                                          |

|  | Micronesia |
|  |            |
|  | Polinesia  |
|  |            |

|                   | Nusatenggara Oriental                                    |
|                   |                                                          |
| Molucas→Melanesia | \| \| Micronesia \| \| \| \| \| \| Polinesia \| \| \| \| |
|                   | \| \| Micronesia \| \| \| \| \| \| Polinesia \| \| \| \| |
|                   | Micronesia                                               |
|                   |                                                          |
|                   | Polinesia                                                |
|                   |                                                          |

|  | Micronesia |
|  |            |
|  | Polinesia  |
|  |            |

|  | Indochina               |
|  |                         |
|  | Costas de Borneo        |
|  |                         |
|  | Java                    |
|  |                         |
|  | Nusatenggara Occidental |
|  |                         |

|                   | Nusatenggara Oriental                                    |
|                   |                                                          |
| Molucas→Melanesia | \| \| Micronesia \| \| \| \| \| \| Polinesia \| \| \| \| |
|                   | \| \| Micronesia \| \| \| \| \| \| Polinesia \| \| \| \| |
|                   | Micronesia                                               |
|                   |                                                          |
|                   | Polinesia                                                |
|                   |                                                          |

|  | Micronesia |
|  |            |
|  | Polinesia  |
|  |            |

|                   | Nusatenggara Oriental                                    |
|                   |                                                          |
| Molucas→Melanesia | \| \| Micronesia \| \| \| \| \| \| Polinesia \| \| \| \| |
|                   | \| \| Micronesia \| \| \| \| \| \| Polinesia \| \| \| \| |
|                   | Micronesia                                               |
|                   |                                                          |
|                   | Polinesia                                                |
|                   |                                                          |

|  | Micronesia |
|  |            |
|  | Polinesia  |
|  |            |

|  | Indochina               |
|  |                         |
|  | Costas de Borneo        |
|  |                         |
|  | Java                    |
|  |                         |
|  | Nusatenggara Occidental |
|  |                         |

|                   | Nusatenggara Oriental                                    |
|                   |                                                          |
| Molucas→Melanesia | \| \| Micronesia \| \| \| \| \| \| Polinesia \| \| \| \| |
|                   | \| \| Micronesia \| \| \| \| \| \| Polinesia \| \| \| \| |
|                   | Micronesia                                               |
|                   |                                                          |
|                   | Polinesia                                                |
|                   |                                                          |

|  | Micronesia |
|  |            |
|  | Polinesia  |
|  |            |

|                   | Nusatenggara Oriental                                    |
|                   |                                                          |
| Molucas→Melanesia | \| \| Micronesia \| \| \| \| \| \| Polinesia \| \| \| \| |
|                   | \| \| Micronesia \| \| \| \| \| \| Polinesia \| \| \| \| |
|                   | Micronesia                                               |
|                   |                                                          |
|                   | Polinesia                                                |
|                   |                                                          |

|  | Micronesia |
|  |            |
|  | Polinesia  |
|  |            |

|  | Indochina               |
|  |                         |
|  | Costas de Borneo        |
|  |                         |
|  | Java                    |
|  |                         |
|  | Nusatenggara Occidental |
|  |                         |

|                   | Nusatenggara Oriental                                    |
|                   |                                                          |
| Molucas→Melanesia | \| \| Micronesia \| \| \| \| \| \| Polinesia \| \| \| \| |
|                   | \| \| Micronesia \| \| \| \| \| \| Polinesia \| \| \| \| |
|                   | Micronesia                                               |
|                   |                                                          |
|                   | Polinesia                                                |
|                   |                                                          |

|  | Micronesia |
|  |            |
|  | Polinesia  |
|  |            |

|                   | Nusatenggara Oriental                                    |
|                   |                                                          |
| Molucas→Melanesia | \| \| Micronesia \| \| \| \| \| \| Polinesia \| \| \| \| |
|                   | \| \| Micronesia \| \| \| \| \| \| Polinesia \| \| \| \| |
|                   | Micronesia                                               |
|                   |                                                          |
|                   | Polinesia                                                |
|                   |                                                          |

|  | Micronesia |
|  |            |
|  | Polinesia  |
|  |            |

|  | Indochina               |
|  |                         |
|  | Costas de Borneo        |
|  |                         |
|  | Java                    |
|  |                         |
|  | Nusatenggara Occidental |
|  |                         |

|                   | Nusatenggara Oriental                                    |
|                   |                                                          |
| Molucas→Melanesia | \| \| Micronesia \| \| \| \| \| \| Polinesia \| \| \| \| |
|                   | \| \| Micronesia \| \| \| \| \| \| Polinesia \| \| \| \| |
|                   | Micronesia                                               |
|                   |                                                          |
|                   | Polinesia                                                |
|                   |                                                          |

|  | Micronesia |
|  |            |
|  | Polinesia  |
|  |            |

|                   | Nusatenggara Oriental                                    |
|                   |                                                          |
| Molucas→Melanesia | \| \| Micronesia \| \| \| \| \| \| Polinesia \| \| \| \| |
|                   | \| \| Micronesia \| \| \| \| \| \| Polinesia \| \| \| \| |
|                   | Micronesia                                               |
|                   |                                                          |
|                   | Polinesia                                                |
|                   |                                                          |

|  | Micronesia |
|  |            |
|  | Polinesia  |
|  |            |

|  | Indochina               |
|  |                         |
|  | Costas de Borneo        |
|  |                         |
|  | Java                    |
|  |                         |
|  | Nusatenggara Occidental |
|  |                         |

|                   | Nusatenggara Oriental                                    |
|                   |                                                          |
| Molucas→Melanesia | \| \| Micronesia \| \| \| \| \| \| Polinesia \| \| \| \| |
|                   | \| \| Micronesia \| \| \| \| \| \| Polinesia \| \| \| \| |
|                   | Micronesia                                               |
|                   |                                                          |
|                   | Polinesia                                                |
|                   |                                                          |

|  | Micronesia |
|  |            |
|  | Polinesia  |
|  |            |

|                   | Nusatenggara Oriental                                    |
|                   |                                                          |
| Molucas→Melanesia | \| \| Micronesia \| \| \| \| \| \| Polinesia \| \| \| \| |
|                   | \| \| Micronesia \| \| \| \| \| \| Polinesia \| \| \| \| |
|                   | Micronesia                                               |
|                   |                                                          |
|                   | Polinesia                                                |
|                   |                                                          |

|  | Micronesia |
|  |            |
|  | Polinesia  |
|  |            |

Más allá del origen bien establecido en Taiwán, existe evidencia, tanto genética como lingüística, que relacionaría estas lenguas con las lenguas kra-dai. W. Ostapirat (2013) y L. Sagart (2019) han encontrado cognados e incluso el primero de ellos ha encontrado evidencias de correspondencias fonéticas regulares, razón por la que propusieron una macrofamilia austrotai. Desde el punto de vista de la genética de poblaciones, se ha encontrado que las poblaciones neolíticas del delta del río Yangtsé que formaban parte de la cultura de Liangzhu tenían altas frecuencias del haplogrupo O1, que estaba ausente en otros yacimientos arqueológicos del interior. Los autores del estudio sugieren que tanto los austronesios formosanos como los kra-daicos podrían descender parcialmente de esas poblaciones.

## Clasificación
La estructura interna de la familia austronesia es compleja, pues está constituida por un gran número de lenguas cercanamente relacionadas con un gran número de continuos dialectales, lo que dificulta el establecimiento de los límites entre cada grupo que conforma la familia. A pesar de ello, es claro que la gran diversidad filogenética se encuentra entre las lenguas formosanas y es menor entre los idiomas hablados en las islas del Pacífico. Esta situación apoya la hipótesis de que el origen de esta familia se encuentra en la isla de Formosa o en China. 
El trabajo seminal en la clasificación de las lenguas formosanas y la macroestructura de la familia austronesia es el de Blust (1999). Algunos especialistas en los idiomas formosanos toman este trabajo con algunas reservas en los detalles, pero se suele tener como referencia para el análisis lingüístico. Las lenguas malayo-polinesias son colocadas con frecuencia dentro del grupo formosano oriental en el trabajo de Blust, debido a la conservación de los fonemas protoaustronesios /*t/ y /*n/, el cambio de /*s/ a /h/, y algunas cuestiones léxicas, como el empleo de *lima 'cinco' que no se encuentra en otras lenguas formosanas. 
Es probable que hubiera dos grandes migraciones de pueblos de habla austronesia que cubrieron un área extensa en un tiempo relativamente corto, lo que resultó en una diversificación de múltiples grupos locales con una pequeña estructura de gran escala. La primera de estas migraciones correspondería a las lenguas malayo-polinesias, que se llevó a cabo sobre Filipinas, Indonesia y Polinesia. La otra correspondería a las lenguas oceánicas, dispersas sobre Melanesia y Micronesia (Greenhill, Blust y Gray, 2008).
Además del grupo malayo-polinesio, existe amplio consenso sobre la existencia de treinta familias formosanas. El debate académico está centrado sobre todo en las relaciones entre estos grupos.  

### Clasificación

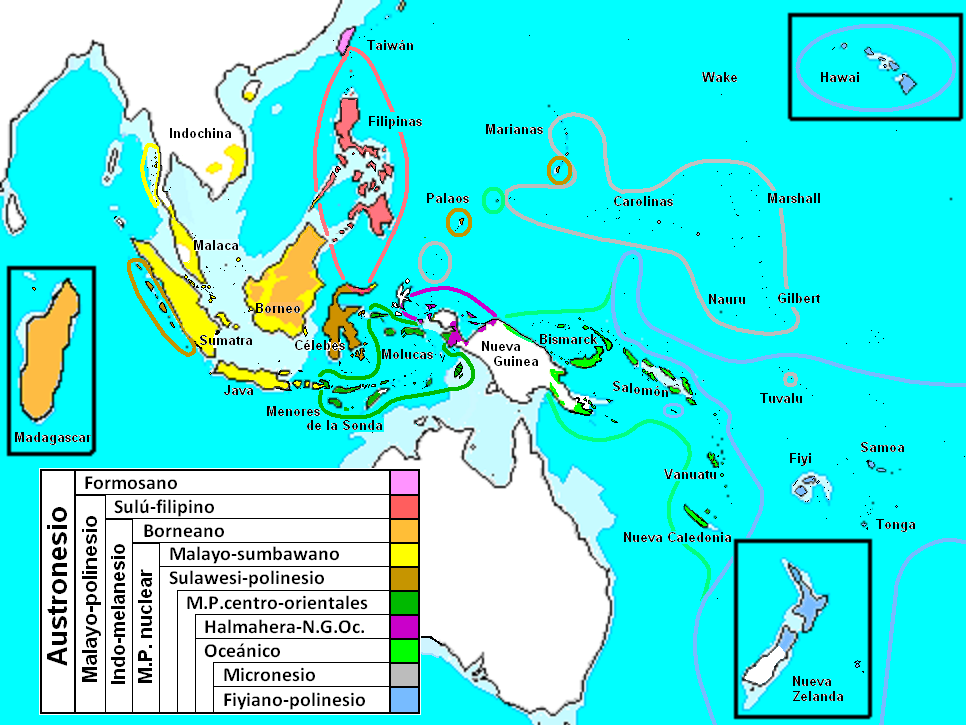
Distribución geográfica de las lenguas austronesias.

La clasificación de la familia lingüística austronesia, conformada por más de un millar de lenguas, es sumamente compleja. Debajo se presenta un panorama muy general, de las principales ramas, de la clasificación ofrecida en Austronesian Basic Vocabulary Database (Universidad de Auckland).
Lenguas austronesias
I.Lenguas formosanas
II. Lenguas malayo-polinesias
1. Lenguas filipinas
2. Lenguas borneanas
3. Lenguas malayo-polinesias nucleares
a. Lenguas malayo-sumbawanas
b. Lenguas celebo-polinesias
i. Lenguas celébicas (Célebes)
ii. Lenguas malayo-polinesias centrorientales
Lenguas Halmahera-Cenderawasih
Lenguas oceánicas
Lenguas micronesias
Lenguas polinesias

### Relación con otras familias
Algunos lingüistas creen que la familia tai-kadai debería colocarse dentro de una versión expandida de la familia austronesia, en particular las similitudes se dan con las lenguas kra. Otros se decantan a favor de una relación con la familia sino-tibetana. Y finalmente otros han propuesto una relación con las lenguas austroasiáticas, formando una superfamilia áustrica. Ninguna de estas propuestas se ha ganado la aceptación de la comunidad científica.

## Descripción lingüística
Las lenguas malayo-polinesias utilizan la reduplicación (procedimiento morfológico consistente en la repetición de todo o parte de una palabra) para expresar el plural y todas las lenguas austronesias tienen una entropía de primer orden baja, es decir, los textos son bastante repetitivos en cuanto a la frecuencia de los sonidos. La mayoría no posee grupos de consonantes (como [str] o [mpl]) y tiene un número de vocales pequeño, siendo cinco lo más común.

### Fonología
La primera reconstrucción del proto-malayo-polinesio fue intentada por Dempwolf en 1934 aunque su trabajo ignora las lenguas formosanas que parecen retener arcaísmos y distinciones fonológicas que se han perdido en el resto de la familia. El trabajo de Dyen (1965) considera las lenguas formosanas y añade algunas distinciones fonémicas introduciendo los fonemas /C, Z, D, T, L, R/ cuyo valor fonético exacto siguió difícil de reconstruir y ha sido fuente de no pocas revisiones. Más recientemente, Malcom Ross examina los diversos intentos posteriores a Dyen y propone el siguiente inventario fonológico:
|             | bilabial | dental/ alveolar | retrofleja | palatal | velar  | uvular | glotal |
| ----------- | -------- | ---------------- | ---------- | ------- | ------ | ------ | ------ |
| nasal       | *m       | *n               |            |         | *ŋ     |        |        |
| oclusiva    | *p, *b   | *t, *D1          | *D3        | *Z      | *k, *g | *q     | *ʔ     |
| africada    |          | *C, *D2          |            |         |        |        |        |
| fricativa   |          | *s               | *S         |         | *j [ɣ] |        | *h     |
| aproximante | *w       |                  |            | *y      |        |        |        |
| líquida     |          | *L               | *l         |         |        | *R     |        |
Los signos en mayúscula se justifican a partir de correspondencias fonéticas regulares entre cognados aunque su interpretación fonética es algo insegura. Ross propone como probables las siguientes interpretaciones para esos sonidos:
- /*C/ da lugar en algunas lenguas formosanas a /č/ (Atayal), a /¢/ (Tsou, Rukai, Paiwan) o a /t/ (Bunun, Amis); aunque en proto-malayo-polinesio da sistemáticamente /*t/, ya que en esa rama se perdió el contraste original entre /*C/ y /*t/. Fonéticamente Ross conjetura que /*C/ tendría como alófono más probable [¢] (AFI=[ʦ]) o [ʨ].
- /*D1/ da en formosano diversos resultados /d/ (Atayal, Bunun, Tsou), /ɽ/ (Tsou, Rukai, Paiwan) e incluso /s̪/ (Thao), en proto-malayo-polinesio da regularmente /*d/ o /*r/ (dependiendo de la posición). Fonéticamente Ross conjetura que este fonema podría tener como alófono principal [d].
- /*D2/ en la mayor parte del formosano se confunde con /*D1/, aunque se siguen diferenciado en tsou y rukai. En proto-malayo-polinesio da /*d/ por lo que la diferencia se mantiene solo en algunas posiciones. Fonéticamente Ross conjetura que este fonema podría tener como alófono principal [ʣ] o [ʥ].
- /*D3/ en parte del formosano se confunde con /*D2/ (atayal, bunun, tsou), aunque se siguen diferenciado en thao y paiwán. En proto-malayo-polinesio converge con el resultado de /*D2/ y da /*d/. Fonéticamente Ross conjetura que este fonema podría tener como alófono principal [ɖ].
- /*Z/ en gran mayor parte del formosano se confunde con /*D1/, aunque se siguen diferenciado en tsou, rukai, puyuma y paiwán. En proto-malayo-polinesio da regularmente /*ɟ/ como sucede en paiwán. Fonéticamente Ross conjetura que este fonema podría tener como alófono principal [ɟ].
- /*S/ en la mayor parte del formosano se distingue de /*S/-/*s/, la oposición se realiza en cada grupo de maneras diferentes (/š/-/h/ (atalyal), /š/-/t̪/ (thao), /s/-/č/ (bunun), /s/-/¢/ (amis), /s/-/θ/ (rukai), /s/-/t/ (paiwán)). En proto-malayo-polinesio da /*h/. Fonéticamente Ross le atribuye como alófonos probables [ʂ] o [ʃ].
- /*L/ en la mayor parte del formosano se diferencia de /*l/ teniendo en algunas lenguas alófonos fricativos. En proto-malayo-polinesio da generalmente /*l/ en posición inicial y /*n/ en interior. Ross conjetura como alófonos [l] o [ɬ], mientras que el fonema protoaustronesio reconstruido como /*l/ podría ser [ɭ] o [ɽ].
- /*R/ presenta como resultado consonantes róticas y ocasionalmente velares, por esa razón se interpreta como una rótica posterior. Ross conjetura que podría ser la uvular [ʀ].
- /*j/ interpretada anteriormente como una consonante postalveolar o coronal, tiene algunos resultados que sugieren que es velar o tiene coarticulación velar, por lo que Ross conjetura que podría articularse [ɣ] o [ɣ(y)].

El inventario vocálico reconstruido es:
|          | anterior | central | posterior |
| -------- | -------- | ------- | --------- |
| cerradas | i        |         | u         |
| medias   |          | ə       |           |
| abiertas |          | a       |           |
El fonema /ə/ aparece transcrito en muchas reconstrucciones simplemente como e.

### Comparación léxica
Los numerales reconstruidos para diferentes ramas de lenguas austronesias son:
| GLOSA | PROTO- PUYUMA | PROTO- RUKAI | PROTO- TSOU | Austronesio nuclear | Austronesio nuclear | Austronesio nuclear | Austronesio nuclear      | PROTO- AUSTRONESIO |
| GLOSA | PROTO- PUYUMA | PROTO- RUKAI | PROTO- TSOU | PROTO- ATALÁYICO    | PROTO- BUNUM        | PROTO- KAVALÁNICO   | PROTO- MALAYO- POLINESIO | PROTO- AUSTRONESIO |
| ----- | ------------- | ------------ | ----------- | ------------------- | ------------------- | ------------------- | ------------------------ | ------------------ |
| 1     | *saʔ          | *əa          | *cáni       |                     | *tasʔa              | *issa-              | *əsa~ *isa               | *əsa~ *isa         |
| 2     | *ɖua          | *ɖosa        | *řúśa       | *dusaʔ              | *ɖuśa               | *řusa               | *duha                    | *duśa              |
| 3     | *ʈəɭu         | *toɭo        | *túlu       | *təruʔ              | *tau                | *tuɭu               | *təlu                    | *təɭu              |
| 4     | *pat          | *səpatə      | *śə́pátə     | *səpat              | *paat               | *səpat              | *əpat                    | *śəpat             |
| 5     | *ɭima         | *ɭima        | *líma       | *rimaʔ              | *himaʔ              | *ɭima               | *lima                    | *lima              |
| 6     | *ənəm         | *ənəmə       | *ənə́mə      | *ma-təruʔ           | *(ʔa)noom           | *ʔanəm              | *ənəm                    | *ənəm              |
| 7     | *pitu         | *pito        | *pítu       | *ma-pituʔ           | *pituʔ              | *pitu               | *pitu                    | *pitu              |
| 8     | *waɭu         | *vaɭo        | *wálu       | *ma-səpat           | *vauʔ               | *waɭu               | *walu                    | *walu              |
| 9     | *iwa          | *baŋatə      | *θíwa       |                     | *sivaʔ              | *siwa               | *siwa                    | *śiwa              |
| 10    | *puɭuʔ        | *poɭoko      | *másaɬə     |                     | *macʔan             |                     | *-puluq                  | *sa-puluq          |
En la tabla anterior se ha usado /s/-/ś/ para transcribir el par de sibilantes que otros autores transcriben como /s/-/S/.